# Trumpet Cross
Trumpet Cross is een instrumentale compositie uit 1981 van Rein van den Broek en Paul Natte die sinds 1983 wordt gebruikt als herkenningsmuziek van Radio Tour de France.

## Geschiedenis
Trompettist en flügelhornspeler Van den Broek - in de jaren 70 lid van de groep Ekseption - kreeg in 1981 een opdracht van het ministerie van Defensie voor het schrijven van een stuk muziek voor een interne promotiefilm voor de werving van officieren. Het resultaat was Trumpet Cross, een instrumentaal nummer waarin - de titel zegt het al - de trompet de hoofdrol speelt. Volgens mede-componist Paul Natte was het "geschreven voor dynamische beelden en gebeurtenissen. Pakkend en boeiend."
Volgens Van den Broek hoorde zijn overbuurman Herman van der Velde, destijds muzieksamensteller voor Radio Tour de France, het nummer bij toeval. Hij vroeg Van den Broek of hij de tune kon gebruiken voor Radio Tour de France. Vanwege de afspraken met het ministerie van Defensie kon Van der Velde de tune pas vanaf 1983 inzetten. Sindsdien wordt de tune elk jaar gebruikt. 
In 2013 werd de tune opnieuw ingespeeld door het Metropole Orkest.
Natte en Van den Broek componeerden ook Tarantuella, een tune die eveneens sinds 1983 wordt gebruikt bij het finishverslag in Radio Tour de France.

## Bezetting
De originele tune uit 1981 werd door de volgende muzikanten ingespeeld (van wie de meesten destijds ook in het Metropole Orkest speelden):
- Benny Behr (viool)
- Rein van den Broek (trompet, flügelhorn)
- Bart van Lier (trombone)
- Jan Oosthof (trompet)
- Jay Vos (drums)
- Eddy Conard (percussie)
- Opnamestudio: Studio De Nootberg, Hilversum